# Enrico Costa
Enrico Costa (Marostica, 17 de junio de 1971) es un deportista italiano que compitió en bobsleigh. Ganó una medalla de oro en el Campeonato Mundial de Bobsleigh de 1999, en la prueba doble.

## Palmarés internacional
| Campeonato Mundial | Campeonato Mundial         | Campeonato Mundial | Campeonato Mundial |
| Año                | Lugar                      | Medalla            | Prueba             |
| ------------------ | -------------------------- | ------------------ | ------------------ |
| 1999               | Cortina d'Ampezzo (Italia) | Medalla de oro     | Doble              |